# 省保安司令部
省保安司令部是国共内战期间，國民政府为应对剿共需求，设置的保安领导机构，省主席兼任司令统领全省基层军事力量。
1930年代江西剿共戰爭，即有设置。以湖南为例，1933年4月15日，撤销临时性质的清鄉司令部。次日（16日），成立湖南全省保安司令部，湖南省主席何鍵兼司令。全省划为6个保安区，设区保安司令部。各县原有保安團、队，按照新划定的保安区重新编制。
1944年1月19日，國民政府制定《省保安司令部組織條例》，以八条细则对省保安司令部的职责、编制、办事细则做出规定。此时，省保安司令部隶于掌握全国军事权力的军事委员会，兼受行政院之监督。行憲后，1948年12月修正，1949年1月公布新的《省保安司令部組織條例》，省保安司令部改隶行政院，受国防部指挥监督。同年，国府迁台。9月，成立臺灣省保安司令部。1950年10月，西昌战役后，中华民国政府失去最后一个控制的省——西康省。至此，在中国大陆的省保安司令部与省政府类似，在第二次国共内战中，或被中华人民共和国方面收编，或自然溃散，或撤销。1958年，臺灣省保安司令部与多个机构组建臺灣警備總司令部，成为中华民国国军的安全事务指挥机构。1978年10月，中華民國政府废止《省保安司令部組織條例》。